# Linum narbonense
El lino azul o de Narbona (Linum narbonense) es una planta herbácea de la familia de las lináceas, estrechamente emparentada con el lino común (Linum usitatissimum). Es característica por su bella flor azul.

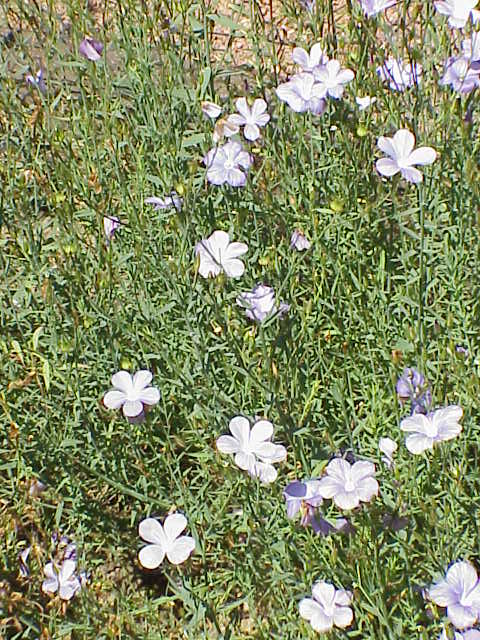
Vista de la planta

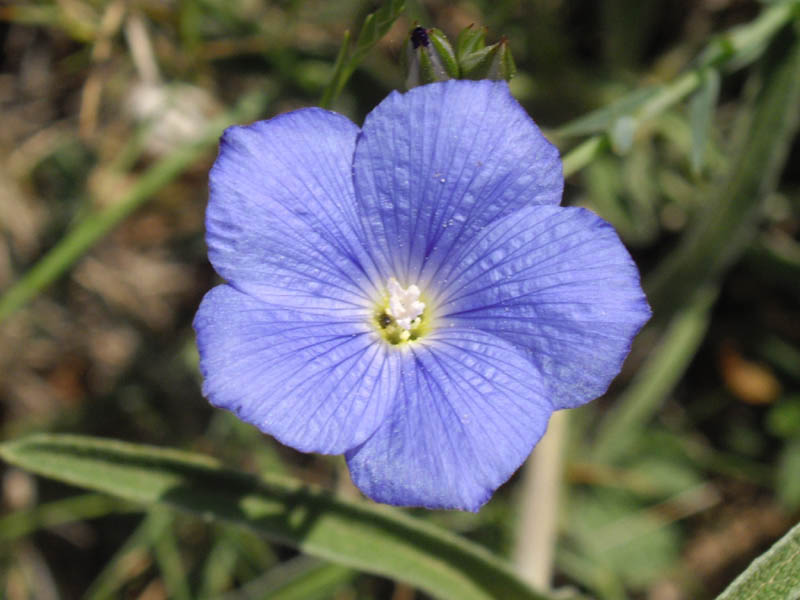
Detalle de la flor

## Descripción
L. narbonense es una hierba perenne, erecta, vivaz, lampiña, que alcanza los 50 cm de altura. Sus hojas son alternas, lanceoladas, marcadas por una única nervadura, sésiles o apenas pecioladas. Las flores son solitarias, terminales, pentámeras, de color azul pálido o vivo, a veces con franjas longitudinales de color más claro, alcanzando los 2,5 cm de diámetro; aparecen poco antes de comienzos del verano.
Crece de forma silvestre en la península ibérica y las Islas Baleares, en matorrales y tomillares bien soleados, o como sotobosque en zona de pinares; prefiere suelos calizos, ligeramente ácidos, poco húmedos, sobre todo con buen drenaje. Se utiliza como ornamental gracias a su belleza y fácil germinación.

## Ecología
Es el único hospedero de las larvas de Coleophora benedictella.

## Taxonomía
Linum narbonense fue descrita por Carlos Linneo y publicado en Sp. Pl. 278 1753.
Etimología
Linum: nombre genérico que deriva de la palabra griega: "linum" = "lino" utilizado por Teofrasto.
narbonense: epíteto geográfico que alude a su localización en Narbona.
Sinonimia
- Linum reflexum Aiton   [1789]
- Linum barrasii Pau [1894]
- Linum paniculatum Moench [1802]
- Linum acuminatum Moench[4]

## Nombres comunes
- Castellano: campanillas, espuela de caballero, linaza, lino (8), lino azul (9), lino azul silvestre, lino azulado, lino bravo (10), lino morado, lino silvestre, lino silvestre semejante al hortense.(el número entre paréntesis indica las especies que tienen el mismo nombre en España)[5]